# 煎熬 (歌曲)
煎熬是馬來西亞女歌手李佳薇在2011年9月16日發佈的歌曲，作為首波主打收錄於其第一張個人專輯感謝愛人。

## 背景及製作
來自馬來西亞的李佳薇於2010年參加第七屆《超級星光大道》並贏得冠軍，隨即與台灣華納音樂簽約並於台灣出道。翌年9月16日，李佳薇推出首張個人錄音室專輯感謝愛人，並以煎熬作為首波主打收錄其中。歌曲的音樂影片在專輯發行同日發佈，由周格泰執導，並由初家晴擔任女主角；影片中加入了蛆蟲、蟑螂、嘔吐物等敏感畫面，甚至有裸露鏡頭，因而一度被YouTube下架，亦被禁止在電視台播出，至今累積逾一千五百萬次觀看。
該曲是李佳薇的代表作之一，以其橫跨十六度的音域著稱，常被視為高難度曲目，更曾因此在電台宣傳期間遭聽眾投訴要求換歌。
煎熬時長4分22秒，以
拍的B大調創作，每分鐘139拍。此曲由徐世珍和司魚共同作詞、饒善強作曲及編曲。

## 演出
李佳薇於2015年以踢館歌手身份登上《我是歌手》第三季並演唱煎熬，最終以一票之差踢館失敗；她在十年後再次參與《歌手2025》競演，並在決賽中演唱此曲及像天堂的懸崖組成的歌曲串燒天堂·煎熬，最終獲得第四名。除此以外，李佳薇也曾在第23屆金曲獎頒獎典禮、跨年晚會、個人演唱會等多個場合演出此曲，亦曾於愛的風暴新歌演唱會上與林俊傑合唱。